# اوئیسیس (نیومکزیکو)
اوئیسیس (به انگلیسی: Oasis) یک منطقهٔ مسکونی در ایالات متحده آمریکا است که در نیومکزیکو واقع شده‌است. اوئیسیس ۱۴۹ نفر جمعیت دارد و ۱٬۲۹۷٫۸۵ متر بالاتر از سطح دریا واقع شده‌است.